# Катберт, Алан Уильям
Алан Уильям Катберт (7 мая 1932 - 27 августа 2016) - британский фармаколог. Внес значительный вклад в физиологию и фармакологию транспорта натрия в секреторном эпителии, а также в изучение участия эпителиального переноса хлорид-иона в патогенезе муковисцидоза.
Доктор наук, член Королевского общества (1982), член «Academia Europaea» (1996), почетный член Британского фармакологического общества (2002).

## Биография
Алан Катберт родился в Питерборо (Англия), старший сын Томаса Уильяма Катберта, железнодорожника, и Флоренс Мэри (урожденная Гриффин), швеи. Выиграв стипендию на обучение, Алан получил образование в гимназии Дикона в Питерборо. Позже он поступил в Лестерский технологический колледж, где изучал фармакологию. Получил диплом фармацевта-химика в 1952 году и степень бакалавра фармацевтики, присвоенную ему Лондонским университетом в 1953 году. Поступил в университет Сент-Эндрюса на бакалавриат по фармакологии, окончил в 1956 году с отличием и медалями за академическую успеваемость.
Столкнувшись с требованием пройти военную службу, он подал заявку на краткосрочную комиссию в Королевском флоте. Поступил на службу лейтенантом-инструктором в период с 1956 по 1959 год. В 1957 году он женился на Харриет (Хетти) Вебстер, с которой он познакомился в Сент-Эндрюсе. Супруги поселились на базе «HMS Ganges».
Во время службы на флоте Алан решил продолжить научную карьеру и начал писать выдающимся биологам того времени, в том числе Чарльзу Харрингтону и Генри Дейлу. Генри Дейл привел Алана к Глэдвину Баттлому, профессору фармакологии фармацевтической школы, который предоставил ему помещения для научной деятельности. Аланом была получена стипендия «Pfizer» для поддержки исследования по изучению амниотической мембраны курицы с дополнительными средствами от «Совета по маркетингу яиц». Одна из первых статей Алана, посвященная электрической и механической активности куриного амниона, появилась в журнале «Nature» в 1962 году, где Алан был единственным автором. В последующие два года вышло еще несколько статей по результатам его докторской диссертации. В этот период родились два сына Алана и Хетти - Адриан в 1960 году и Брюс в 1962 году.
В 1963 г. Алан подал заявку на должность демонстратора на факультете фармакологии Кембриджского университета. Через несколько лет после переезда в Кембридж Алан опубликовал ряд статей по разным темам, включая эпителиальный ионный транспорт.
В 1973 году на основании своих исследований Алан был повышен до должности лектора.
В 1979 году Алан был избран профессором Шейлда и главой кафедры фармакологии. Его две главные цели в качестве главы кафедры заключались в том, чтобы обеспечить финансовую независимость кафедры и найти для нее новое помещение. В 1989 году Алану удалось добиться того, чтобы кафедра переехала в новое здание.
В 1991 году он был избран магистром колледжа Фитцуильям, занимая эту должность восемь с половиной лет. Катберт был председателем редакционной коллегии Британского журнала фармакологии в течение восьми лет и президентом Федерации европейских фармакологических обществ в течение двух лет. В знак признания его большого вклада в фармакологию Общество наградило его Золотой медалью «Wellcome» в 2005 году.
А. Катберт вышел на пенсию в 1999 г., но продолжил свои исследования, работая в отделении медицины, исследуя возможные фармакологические подходы к лечению муковисцидоза. В 2011 году  в Британском журнале фармакологии он опубликовал обзор, в котором обсуждались перспективы лечения муковисцидоза. В 2015 году вышла его последняя работа, где он фигурирует как первый автор (в возрасте 83 лет).
Алан Катберт умер 27 августа 2016 года в возрасте 84 лет.

## Научные исследования

#### Исследования в области электрической и механической активности куриного амниона
Поведение амниона представляет интерес, поскольку он лишен «нервного питания». Алан показал, что амнион спонтанно генерирует длительные (1–5 с) потенциалы действия, которые сопровождаются повышением напряжения. Электрическая активность, по-видимому, была вызвана высвобождением эндогенного ацетилхолина, который присутствует в амнионе. В соответствии с этим представлением, добавление экзогенного ацетилхолина увеличивало частоту как потенциалов действия, так и сокращений. Катберт также показал, что амнион содержит фермент холинэстеразу, и что, как и ожидалось, ингибирование этого фермента вызвало увеличение активности мышцы, предположительно за счет накопления эндогенного ацетилхолина.

#### Исследования эпителиального натриевого ионного канала
Первая статья Алана Катберта об эпителиальном ионном транспорте, посвященная воздействию антидиуретического гормона (АДГ) на кожу лягушки, была опубликована в 1968 году. В начале 1970-х Катберт начал использовать амилорид для исследования Na-каналов (теперь известных как ENaC) в эпителии кожи лягушки и пузыря жабы.
Катберт со своим аспирантом Вин Шамом использовали связывание [14C]амилорида для измерения плотности Na каналов на апикальной поверхности эпителия амфибий. Используя камеру Уссинга, он мог измерить связывание амилорида одновременно с подавлением тока короткого замыкания. Ему не удалось обнаружить специфический компонент связывания [14C]амилорида в коже лягушки, когда апикальную поверхность омывали обычным раствором Рингера (111 мМ Na+). Однако, когда концентрацию Na+ снижали до 1,1 мМ, тем самым повышая кажущееся сродство амилорида к каналу и минимизируя неспецифическое связывание, был обнаружен специфический связывающий компонент, который имел свойства, ожидаемые от сайтов входа Na+. Плотность каналов Na+ рассчитывали путем определения специфического связывания [14C]амилорида при единственной концентрации радиолиганда и вычисления общего связывания с использованием фракционной занятости каналов, полученной из фракционного ингибирования тока короткого замыкания. Плотность каналов Na+, определенная с помощью такого подхода, составила ∼200 мкм−2.
В середине 1970-х Алан использовал связывание [14C]амилорида, чтобы изучить влияние на трансэпителиальный транспорт Na+ гормонов альдостерона и АДГ. Эффект альдостерона, действующего с базолатеральной стороны, происходит в течение нескольких часов и включает образование определенных видов мРНК. Напротив, действие АДГ начинается уже через несколько минут и, в отличие от альдостерона, сопровождается значительным увеличением водопроницаемости. Уже становилось ясно, что альдостерон действует через ядерные рецепторы, тогда как действие АДГ включает внутриклеточную генерацию цАМФ. Алан показал, что альдостерон вызывает увеличение плотности каналов Na+ в изолированных эпителиальных клетках мочевого пузыря жаб, что, вероятно, объясняет наблюдаемое увеличение транспорта Na+ через интактный эпителий. Этот эффект альдостерона можно предотвратить с помощью ингибиторов синтеза белка (циклогексимид) или ДНК-зависимого синтеза РНК (актиномицин D). АДГ, с другой стороны, не влиял на плотность Na+ каналов в эпителиальных клетках мочевого пузыря жаб.
[14C]амилорид не является идеальным лигандом для эпителиального Na+ канала в основном потому, что его специфическая активность невысока (54 Ки/моль), что требует использования больших участков эпителия, не говоря уже о тщательной экспериментальной технике, для получения пригодного связывания. Алан решил обратиться к другому лиганду Na+ каналов, бензамилу, который имеет в десять раз более высокое сродство к Na+ каналу, чем амилорид. Алан с аспирантом синтезировали [3H]бензамил с тритием в мета-положении фенильного кольца и с удельной активностью 21000 Ки/моль. Используя этот радиолиганд, они смогли построить полные кривые связывания при 1,1 мМ Na+, используя слои эпителия кожи лягушки. Константа диссоциации для связывания составляла ~1 н.
Доступность [3H]бензамила позволила изучить свойства связывания в гомогенатах почек млекопитающих с целью использования этой ткани в качестве источника для возможной солюбилизации и выделения канала Na+. Алан провел исследования связывания с фракциями мембран почек крыс, пытаясь обнаружить связывающий компонент, который мог бы представлять канал Na+. Был обнаружен специфический связывающий компонент, который имел константу сродства 6 × 107 M−1 при 111 мМ Na+, что близко к значению, определенному для кожи лягушки (5 × 107 M – 1). Анализ радиационной инактивации (проведенный в сотрудничестве с Клайвом Эллори) использовали для оценки молекулярной массы сайта связывания (650 кДа), и было показано, что связывание сохраняется после солюбилизации ткани дигитонином. Однако из-за отсутствия ясности в отношении природы сайта связывания дальнейших попыток его выделения не предпринималось. Действительно, только намного позже, в 1994 году, канал Na+ (ENaC) оказался гетеротримером с молекулярной массой ~220 кДа, что составляет одну треть размера, которого они наблюдали.
Функциональные доказательства того, что канал действовал как тример, были представлены позже Дейлом Беносом (факультет физиологии и биофизики Университета Алабамы в Бирмингеме) и Эндрю Стюартом. Так что отказ от поиска сайта связывания бензамила в почках, возможно, был преждевременным.
Значимость работы Алана над эпителиальным Na+ каналом, за которую он был избран членом Королевского общества в 1982 г., заключалась в том, что она пролила свет на то, как свойства этих каналов изменяются гормонами, такими как альдостерон и АДГ, и тем самым расширило понимание того, как диуретики влияют на функцию почек.

#### Исследования влияния калликреина и кининов на ток Na+ через эпителий
Тканью, выбранной Катбертом для экспериментов с кининами, была нисходящая ободочная кишка крысы. Движущей силой ионного транспорта в этой ткани является базолатерально расположенная Na, K-АТФаза. Алан совместно с Гарри Марголиусом показал, что добавление брадикинина или лизилбрадикинина (LBK) к базолатеральной стороне эпителия толстой кишки крысы вызывает быстрое и кратковременное увеличение тока короткого замыкания. Позже учёный показал, что эти кинины также вызывают отдельный устойчивый ответ. Преходящие и устойчивые ответы опосредуются рецепторами брадикинина B2 и B1 соответственно. Удаление Cl– из раствора значительно снизило реакцию, как и добавление блокаторов котранспортера Na+, K+, 2Cl–, котранспортера пиретанида или фуросемида, и ток короткого замыкания и чистый поток Cl– были почти эквивалентными. Следовательно, ток должен быть вызван в основном секрецией Cl– без очевидного участия Na+ в кинин-опосредованном эффекте.
Катберт также исследовал сложные системы вторичного обмена сообщениями, участвующие в этих ответах. Активация рецепторов B2 приводит к временному увеличению внутриклеточного Ca2+, которое предшествует увеличению секреции Cl–. Удаление ионов Ca2+ из жидкости ослабляет реакцию на кинины, указывая на потребность во внутриклеточном сигнале Ca2+. Было показано, что LBK вызывает высвобождение простагландинов PGE2, PGF2α и TXA2 как из самого эпителия, так и из подслизистой оболочки. Кроме того, транспортная реакция снижалась ингибиторами синтеза простагландинов, такими как индометацин и пироксикам. Высвобожденные простагландины вызывают увеличение внутриклеточной концентрации цАМФ за счет стимуляции аденилатциклазы. Однако эпителий толстой кишки крыс с дефицитом жирных кислот все еще отвечает на кинины увеличением секреции Cl–, хотя высвобождение простагландинов отсутствует. Следовательно, каскад простагландин/цАМФ играет разрешающую, но не обязательную роль в кинин-зависимой секреции Cl–.

#### Исследования в области эпителия кишечника
Катберт показал, что эпителий толстой кишки, взятый у чувствительного к молоку животного, будет реагировать на несколько капель коровьего молока (добавленного на базолатеральную сторону) Cl– секреторным ответом.  Эпителий животных, пьющих воду, также может быть пассивно сенсибилизирован воздействием сыворотки животных, которых кормят молоком. Более того, подобный ответ может быть вызван воздействием препаратов толстой кишки, взятых от крыс, инфицированных нематодой Nippostrongylus brasiliensis, на антиген червя. Катберт предположил, что секреторный ответ может быть вовлечен в отторжение нематод во время вторичной инфекции.

#### Исследования патогенеза муковисцидоза
В 1988 году Катберт и Дэвид Брейден опубликовали статью о переносе ионов в  потовых железах человека, выращенных в виде листов на проницаемых опорах. Он показал, транспорт ионов Na+ чувствителен к амилоридам. Было показано, что транспорт Na+ стимулируется как мускариновым агонистом карбахолом, так и LBK. В отличие от его поведения в толстой кишке, действие кинина было нечувствительным к ингибированию циклооксигеназы.
В последующей работе, опубликованной в 1990 году (в сотрудничестве с Джоном Уоллворком из больницы Папворта), он сообщил об очевидном снижении сродства канала Na+ к амилориду в культивируемых потовых железах пациентов с муковисцидозом (МВ). Используя патч-зажим (совместно с Робертом Хендерсоном), он не обнаружил разницы между поведением активированных Ca2+ каналов K+ с высокой проводимостью в нормальных и потовые железы при МВ, хотя и имеют низкую проводимость, но наружно выпрямляющий K+ канал, чаще наблюдались при МВ, чем в нормальных потовых железах.
В 1993 году Алан был частью группы, в которую входили Кристофер Хиггинс (Лаборатории Имперского фонда исследований рака, Оксфордский университет) и Мартин Эванс и Билл Колледж (Институт рака и биологии развития «Wellcome/CRC», Кембриджский университет), которые показали, что дефекты ионного транспорта в трахее трансгенных мышей с муковисцидозом могут быть исправлены обработкой мышей липосомами, содержащими ген дикого типа.
Далее Алан показал, что трахея, слепая кишка и толстая кишка мышей, созданных Эвансом и Колледжем, у которых был нарушен ген CFTR, лишены цАМФ-стимулированного Cl– канала, и что модель ΔF508 у мышей имела подобный транспортный дефицит. Более того, толстая кишка МВ-мышей  не реагировала на LBK увеличением секреции Cl–. Та же группа смогла показать, что транспорт ионов в назальном эпителии МВ-мышей может быть нормализован с помощью липосомно-опосредованного переноса гена CFTR, и попытка переноса метода на человека была частично успешной. Кратковременный характер положительных эффектов переноса генов у мышей представляет собой серьезную проблему для его потенциального терапевтического использования при лечении МВ.

## Общественная деятельность
Алан был первым магистром Фицуильяма, который регулярно приглашал студентов в ложу, и его жена Хетти оказывала огромную поддержку в этой общественной деятельности. Например, когда Алан был членом Колледжа Иисуса, в их гостиной на первом этаже был балкон с видом на пьесу Паркера, куда приходили студенты и друзья, чтобы стать свидетелями празднества на ночь Гая Фокса.
Алан также посвящал много времени и энергии сбору средств, осознавая, насколько это важно для будущего университетского Кембриджа. Он много работал, чтобы наладить связи по всему миру, не только в Сингапуре, где у Колледжа уже были прочные связи через Ли Куан Ю, но и с Японским экономическим университетом Дайити в Фукуоке. Благодаря усилиям Алана последний университет согласился профинансировать аудиторию колледжа, построенную после выхода Алана на пенсию в качестве магистра, и создать программу, которая предоставила студентам возможность провести год, живя и обучаясь в Японии.
Алан проявлял большой интерес к более широкому сообществу Фицуильяма. На пенсии он постоянно посещал в встречи выпускников, лондонских обеды и вечера пенсионеров в Фицуильяме.

## Звания и награды
1953 г. Медаль Перейры в Materia Medica (присуждена Фармацевтическим обществом Великобритании)
1955 г. Медаль сэра Джеймса Ирвина по химии (Университет Сент-Эндрюс)
1983 г. Лектор Мемориала Розмари Касс, Университет Данди
1984 г. Уолтер Маккензи, лектор, Университет Альберты
1991 г. Почетный член Колледжа Иисуса, Кембридж
1991 г. Лектор, Фитцуильям-колледж, Кембридж
1992 г. Лекция памяти Джеффри Веста
1993 г. Доктор наук, Университет Де Монфор
1995 г. Доктор юридических наук, Университет Данди
1995 г. Доктор наук, Астонский университет
1999 г. Почетный научный сотрудник колледжа Фитцуильям, Кембридж
2000 г. Серебряная медаль Верлера – Фрея
2005 г. Золотая медаль «Wellcome»
2008 г. Почетный член Колледжа Гонвилля и Кая, Кембридж
2014 г. Награждение медалью Родольфо Паолетти по европейской фармакологии

## Увлечения, хобби
Катберт увлекался орхидеями, имел собственную оранжерею.

## Воспоминания коллег
Дж. Майкл Эдвардсон, ученик Картберта:
Я впервые встретил Алана в 1976 году, когда попросил его взять меня в аспирантуру. Я сделал это после посещения его увлекательных последних курсов лекций по транспорту эпителиальных ионов, которые включали описание его собственной работы по эпителиальному каналу Na+, некоторые из которых описаны выше. Он был высоким, внушительным, и сначала я нашел его довольно неприступным; однако он был выдающимся руководителем - давал возможность работать независимо, но также предлагал поддержку, когда это было необходимо. У него также было хорошее чувство юмора, что делало общение с ним приятным. Он проводил в лаборатории столько времени, сколько мог, экспериментируя с сигаретой в руке.